# Ploščad' Aleksandra Nevskogo-2
Ploščad' Aleksandra Nevskogo-2 (in russo Площадь Александра Невского-2? è una stazione della Linea Pravoberežnaja, Linea 4 della metropolitana di San Pietroburgo. È stata inaugurata il 30 dicembre 1985.
È stazione di interscambio con la Linea 3, fermata di Ploščad' Aleksandra Nevskogo-1.